# Deuterobella
Genre
Deuterobella est un genre de collemboles de la famille des Neanuridae.

## Distribution
Les espèces de ce genre se rencontrent en Asie du Sud-Est.

## Liste des espèces
Selon Checklist of the Collembola of the World (version du 8 octobre 2019) :
- Deuterobella imadatei (Yosii, 1976)
- Deuterobella murphyi (Yosii, 1976)
- Deuterobella tawauensis (Yoshii, 1981)
- Deuterobella ternatensis (Yoshii & Suhardjono, 1992)

## Publication originale
- Yoshii & Suhardjono, 1992 : Notes on the collembolan fauna of Indonesia and its vicinities. 2. Collembola of Irian Jaya and Maluku Islands. AZAO, vol. 2, p. 1-52.